# Lewis Travis
Lewis Travis, född 16 oktober 1997 i Whiston, är en engelsk fotbollsspelare som spelar för Blackburn Rovers.

## Karriär
Travis kom till Blackburn Rovers från Liverpool i december 2014. Travis debuterade den 29 augusti 2017 i en 1–0-vinst över Stoke Citys U21-lag i EFL Trophy. I februari 2018 förlängde Travis sitt kontrakt med Blackburn Rovers fram till sommaren 2021.